# Callisia navicularis
Espèce
Callisia navicularis est plante de la famille des Commelinaceae endémique au Mexique.

## Synonymes
- Phyodina navicularis Rohweder
- Tradescantia navicularis Ortgies

Callisia navicularis conservée au Jardin botanique de la reine Sirikit, Thaïlande
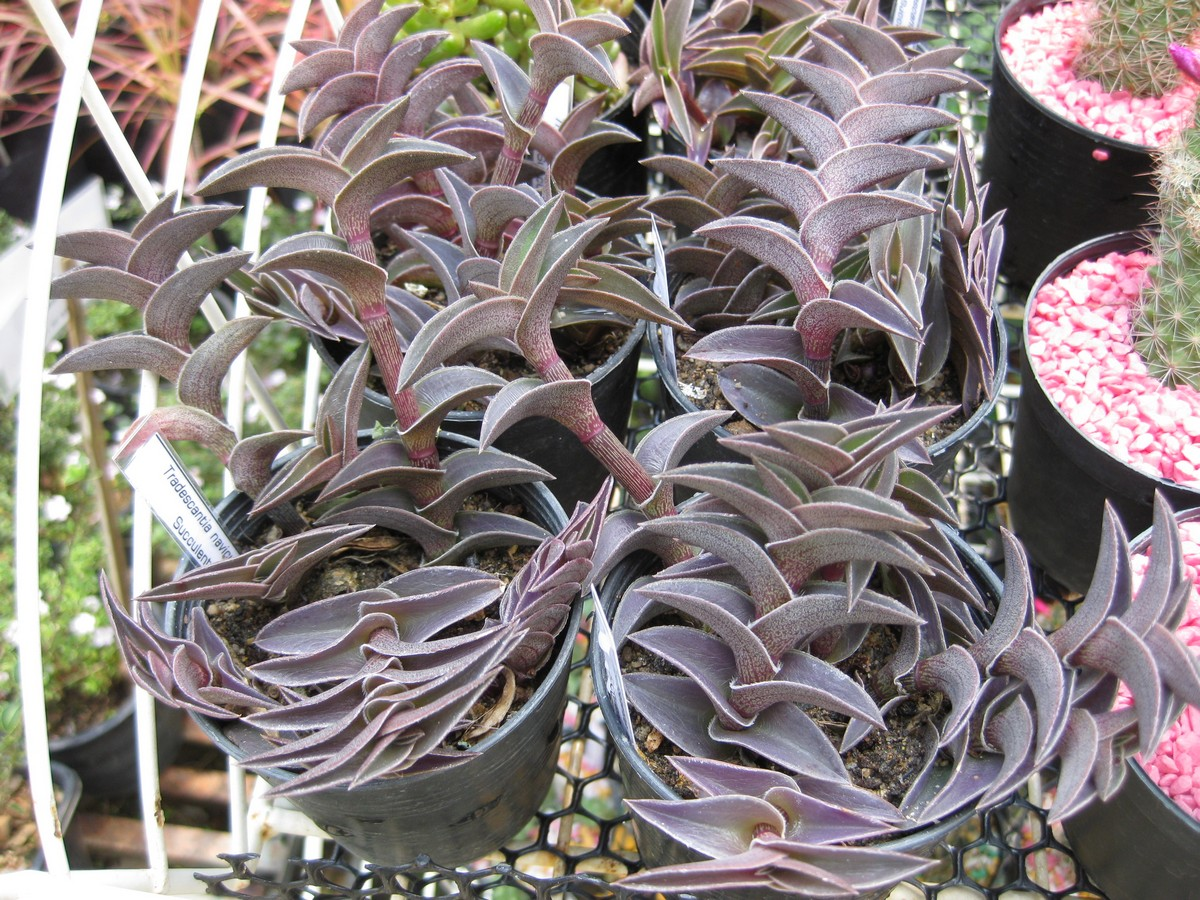
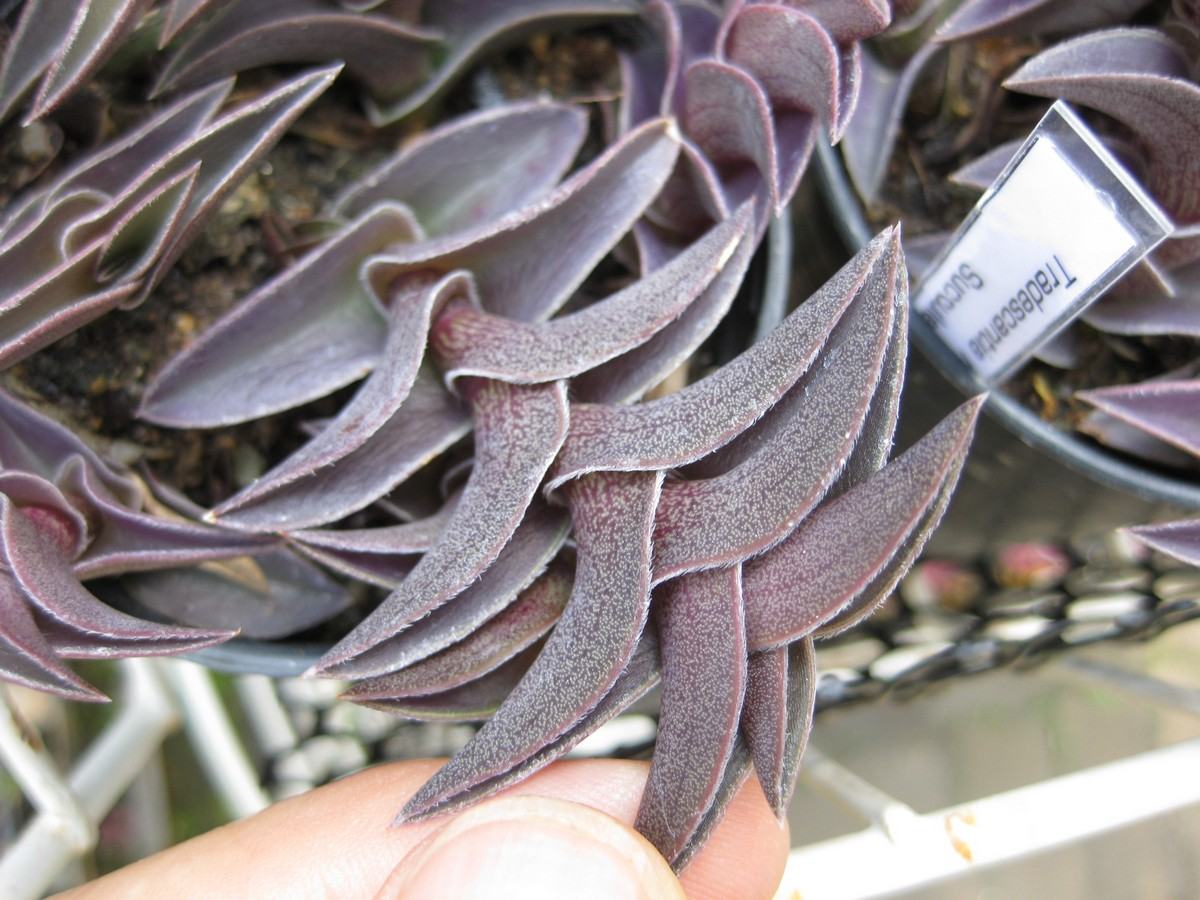
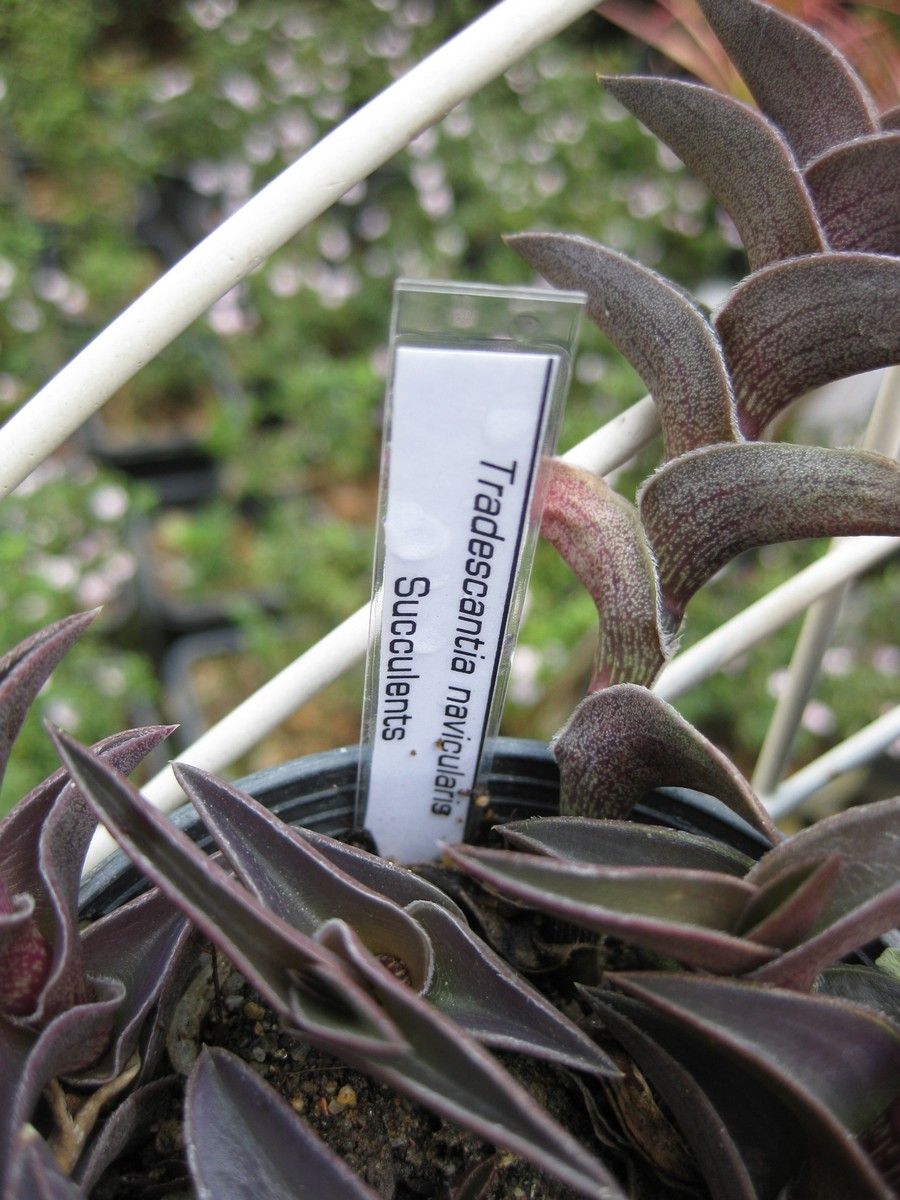

## Répartition
Mexique: Coahuila et Nuevo León

### Bases de référence taxonomique
- (en) NCBI : Callisia navicularis (taxons inclus) (consulté le 29 septembre 2013)
- (en) Tropicos : Callisia navicularis (Ortgies) D.R. Hunt  (+ liste sous-taxons) (consulté le 29 septembre 2013)